# Réserve naturelle régionale des landes et tourbière des Égoutelles
La réserve naturelle régionale des landes et tourbière des Égoutelles (RNR213) est une réserve naturelle régionale située en Pays de la Loire. Classée en 2009, elle occupe une surface de 1,25 hectare et protège une ancienne carrière colonisée par une tourbière.

## Localisation

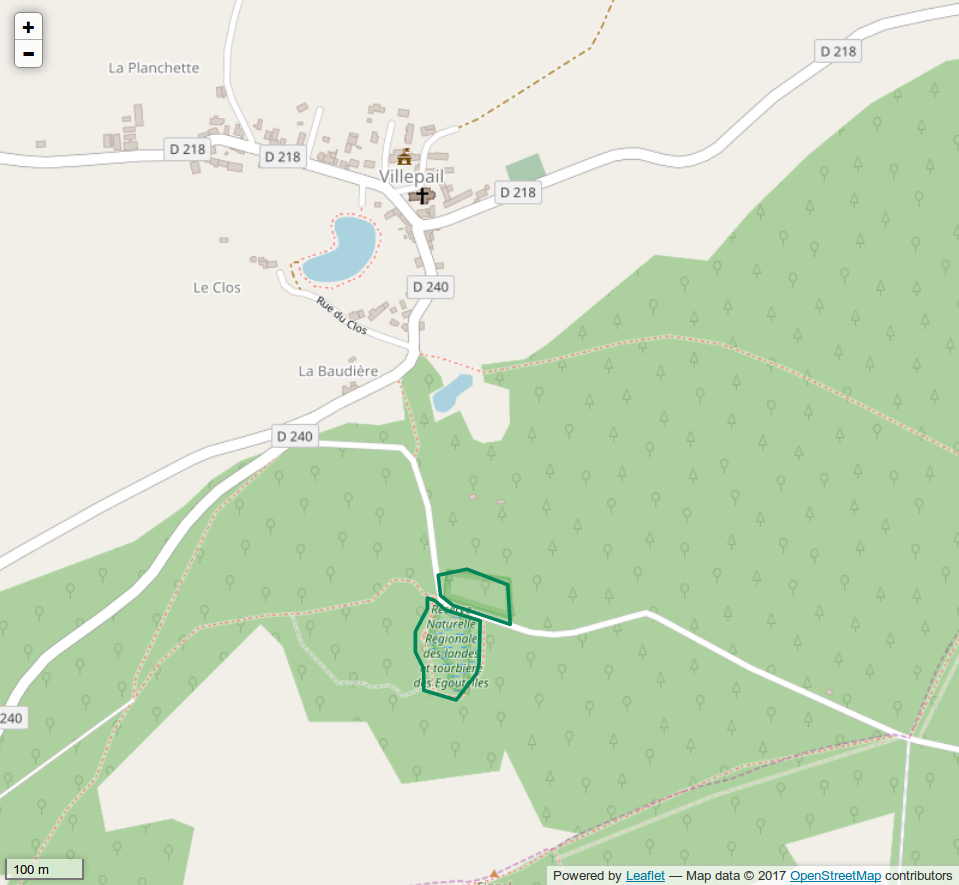
Périmètre de la réserve naturelle.

Le territoire de la réserve naturelle est au nord-est du département de la Mayenne, sur la commune de Villepail. Il est proche de l'Orne et de la Sarthe.

## Histoire du site et de la réserve
Le site était autrefois une ancienne carrière d'extraction de grès armoricain.

## Écologie (biodiversité, intérêt écopaysager…)
Le site est caractérisé par une tourbière qui sert de milieu favorable à des plantes des zones humides. Un captage d'eau fait partie du périmètre de la réserve naturelle.

### Flore
Les inventaires de la flore indiquent une centaine d'espèces dont 7 espèces de fougères et 20 de mousses. Parmi les espèces remarquables figurent la Grassette du Portugal et le Lycopode inondé.

### Faune
L'avifaune fréquentant la réserve naturelle compte la Locustelle tachetée, le Pic noir et le Busard Saint-Martin. On compte 5 espèces d'amphibiens : le Crapaud commun, la Salamandre tachetée, le Triton palmé, l'Alyte accoucheur et la Grenouille rousse. Parmi les insectes présents, on note pour les orthoptères le Criquet ensanglanté et pour les odonates, l'Orthétrum bleuissant.

## Intérêt touristique et pédagogique
Un sentier sur pilotis a été installé en 2005.

## Administration, plan de gestion, règlement
La réserve naturelle est gérée par la Communauté de communes de Villaines-la-Juhel.

### Outils et statut juridique
La réserve naturelle a été créée par une délibération du Conseil régional du 14 décembre 2009. Ce classement est valable pour une durée de 6 ans. 
Le site fait également l'objet d'un Arrêté préfectoral de protection de biotope FR3800312 « Lande humide des Egoutelles - Villepail ».